# Åre (đô thị)
Đô thị Åre (Åre kommun) là một đô thị ở hạt Jämtland ở miền trung Thụy Điển. Thủ phủ là Järpen.
Đô thị hiện nay được lập năm 1974 thông qua việc sáp nhập Åre cũ với các đô thị xung quanh Hallen, Kall, Mörsil và Undersåker. Làng lớn nhất Järpen nằm ở Undersåker đã được chọn là thủ phủ của đô thị mới lập này.